# Orgovány
Orgovány é um município da Hungria, situado no condado de Bács-Kiskun. Tem 99,16 km² de área e sua população em 2015 foi estimada em 3.416 habitantes.